# Ernesto Sanz

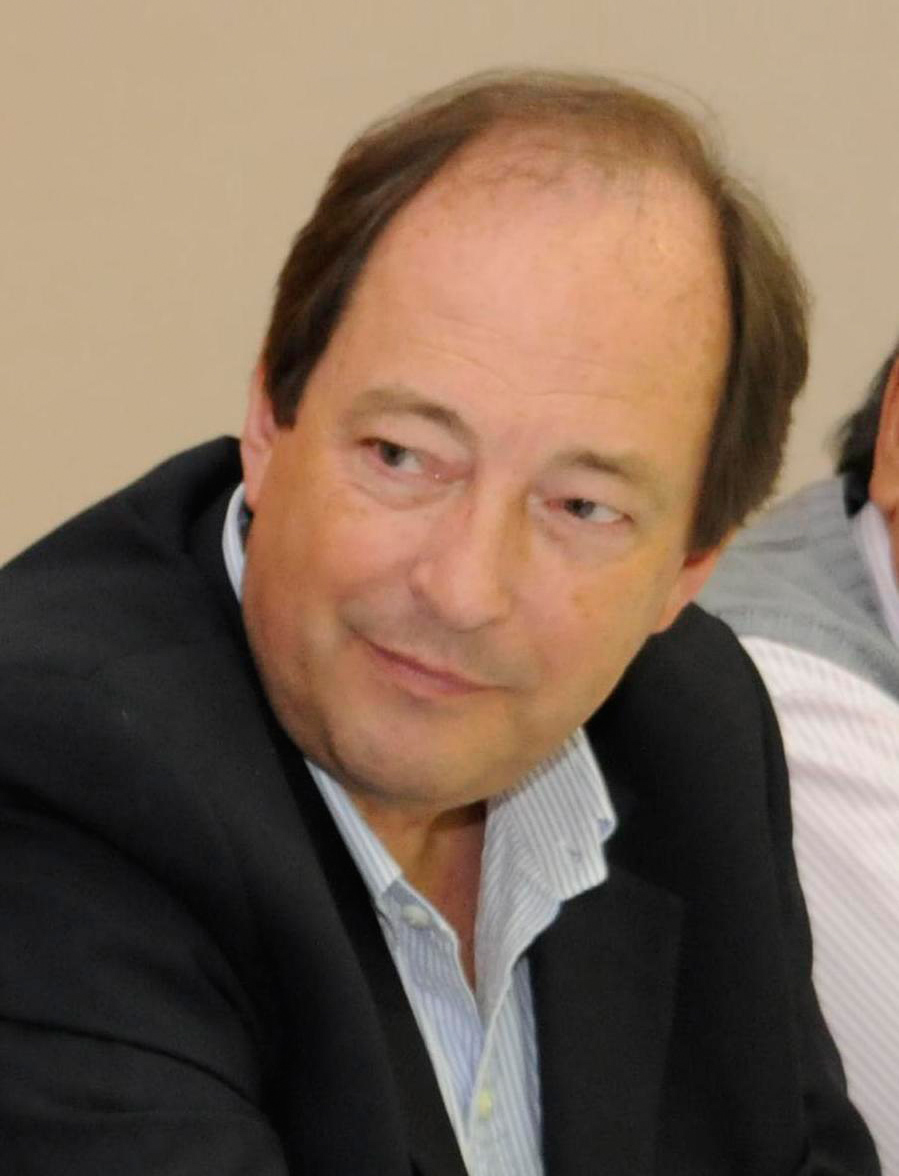
Ernesto Sanz

Ernesto Sanz (* 9. Dezember 1956 in San Rafael, Departamento San Rafael) ist ein argentinischer Politiker.

## Leben
Nach seiner Schulzeit studierte Ernesto Sanzab 1976 Rechtswissenschaften an der Universidad Nacional del Litoral in Santa Fe. Nach dem Studium war er ab 1981 als Rechtsanwalt tätig. Sanz wurde Mitglied der Unión Cívica Radical. Von 1999 bis 2003 war Sanz Bürgermeister von San Rafael. 2003 gelang ihm der Einzug als Senator in den Senado de la Nación. Diesem gehörte er bis 2015 an. Sanz war von 2013 bis 2015 Vorsitzender der Unión Cívica Radical. Als sich 2015 die UCR unter Sanz dem Wahlbündnis Cambiemos anschloss, kandidierte Sanz bei den bündnisinternen Nominierungswahlen zum Präsidentschaftskandidaten 2015. Er landete deutlich hinter dem späteren Wahlsieger Mauricio Macri. Er wurde für ein Ministerposten im Kabinett Macri gehandelt lehnte jedoch eine Regierungsbeteiligung ab und legte auch alle Parteiämter nieder.
Er ist mit Cristina Bessone verheiratet.